# 洪堡灣
洪堡灣（Humboldt Bay）是美國加利福尼亞州北海岸的一個天然海灣和潟湖。 它整個都位於同名的洪堡縣內，是美國西海岸舊金山灣到普吉特灣之間最大的受保護水體， 也形成了舊金山和庫斯灣之間最大的港口。 這個海灣附近最大的城市是尤里卡，加上週邊的聚居地，整個灣區人口將近八萬，即80%的洪堡縣人口。 除去人類的聚居地外，這裡還生活著100多種植物、300多種無脊椎動物、100多種魚類和200多種鳥類。
作為加利福尼亞州第二大河口，洪堡灣是西海岸最大的牡蠣養殖基地，超過半數的加利福尼亞州牡蠣都是養殖在這裡的。 洪堡灣港（偶爾也稱尤里卡港）是一個深水港，有許多個碼頭用來裝卸貨物，此外灣區內還有無數個供小型船隻及遊艇使用的小碼頭。

## 外部連結
- Humboldt Bay Habitats （页面存档备份，存于）
- Humboldt Bay Historic Findings (Map & Text)
- Map of Humboldt Bay Region: Beaches and Dunes
- Humboldt Bay Harbor, Recreation & Conservation District